# Bezirksgericht Nürnberg
Das Bezirksgericht Nürnberg war ein Bezirksgericht im Königreich Bayern und der Vorläufer des Landgerichts Nürnberg, das von 1857 bis 1879 existierte. Das Bezirksgericht hatte seinen Sitz in Nürnberg.

## Geschichte
Mit Gesetz vom 1. Juli 1856 wurde das Justizwesen in Bayern neu geordnet. Die bisherigen Kreis- und Stadtgerichte wurden aufgehoben und 34 neue Bezirksgerichte traten an ihre Stelle. Sie waren für die Städte, in denen sie ihren Sitz hatten, sowie für die in ihrem Sprengel befindlichen Standesherren Gerichte erster Instanz. Für alle anderen Angelegenheiten waren sie Gerichte der zweiten Instanz in Kriminal- und Zivilrechtssachen.
Der Sprengel des Bezirksgerichts Nürnberg umfasste ab dem 1. Oktober 1857 das Stadtgericht Nürnberg und die Landgerichte Altdorf, Hersbruck, Lauf, Nürnberg, Roth und Schwabach.
Das Landgericht Roth und das nunmehrige Stadt- und Landgericht Schwabach wechselten mit dem 1. Juli 1862 vom Bezirksgericht Nürnberg zum Bezirksgericht Fürth über.
Mit dem Inkrafttreten des deutschen Gerichtsverfassungsgesetzes wurde 1879 das Bezirksgericht Nürnberg wie alle anderen bayerischen Bezirksgerichte aufgelöst. Sein Nachfolger in der Funktion als Gericht der zweiten Instanz war das Landgericht Nürnberg, das bis 1932 bestand und im Landgericht Nürnberg-Fürth aufging.